# Sotto il segno dei pesci - Anniversary tour
Sotto il segno dei pesci - The Anniversary Tour è un album live del cantautore italiano Antonello Venditti, pubblicato il 15 novembre 2019.
È uscito in 3 versioni : triplo CD, triplo CD e doppio vinile.
Contiene nei primi 2 CD la registrazione del concerto-evento tenuto dal cantautore romano il 23 settembre 2018 all'Arena di Verona, dove ha duettato in alcuni brani con gli amici Francesco De Gregori ed Ermal Meta, ed un terzo disco con duetti tratti da concerti successivi (nei quali ha avuto come ospiti altri artisti romani della nuova generazione, come Briga, Baby K e Ultimo).

## Tracce
CD1
1. Raggio di Luna - 7:35
2. Il compleanno di Cristina - 4:52
3. 21 modi per dirti ti amo - 4:51
4. Giulio Cesare - 6:15
5. Piero e Cinzia - 5:55
6. Non so dirti quando - 3:50
7. Marta - 5:31
8. Lilly - 6:10
9. Compagno di scuola - 6:02
10. Ci vorrebbe un amico - 3:30
11. Notte prima degli esami - 9:41

CD2
1. Sotto il segno dei pesci - 6:47
2. Francesco - 5:25
3. Bomba o non bomba (feat. Francesco de Gregori) - 5:18
4. Chen il cinese - 4:21
5. Sara - 3:40
6. Il telegiornale - 4:23
7. Giulia - 5:03
8. L'uomo falco - 4:36
9. Che fantastica storia è la vita (feat. Ermal Meta) - 5:24
10. Settembre - 4:10
11. Alta Marea - 5:42
12. Sempre e per sempre (feat. Francesco De Gregori) - 3:30
13. Attila e la Stella (feat. Francesco De Gregori) - 4:17
14. Roma Capoccia (feat. Francesco De Gregori) - 5:17
15. Ricordati di me - 5:46

CD3
1. Sora Rosa (interpretata da Symo) - 3:47
2. Bomba o non bomba (feat. Francesco de Gregori) (Live extended version) - 5:34
3. Sempre e per sempre (feat. Francesco De Gregori) (Live extended version) - 3:34
4. Attila e la Stella (feat. Francesco De Gregori) (Live extended version) - 4:27
5. Che fantastica storia è la vita (feat. Ermal Meta) (Live Extended version) - 5:28
6. Dalla pelle al cuore (feat. Briga) - 4:36
7. Benvenuti in Paradiso (feat. Baby K) - 5:37
8. Roma Capoccia (feat. Ultimo) - 5:24